# Південний конус

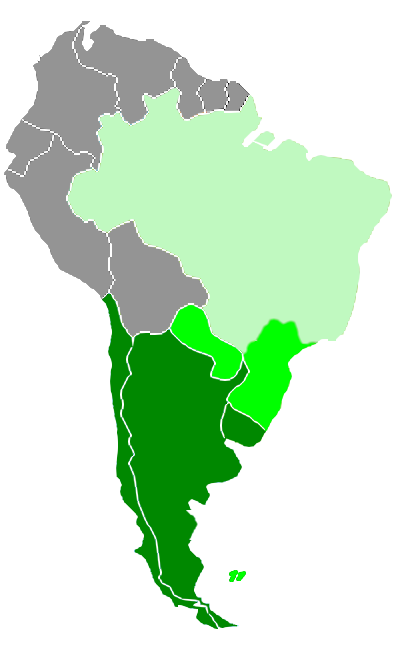
Темно-зелений: регіон, який завжди відносять до Південного конуса. Зелений: іноді відношуваний до Південного конуса регіон. Світло-зелений: регіон, що включається в Південний конус тільки в рідкісних винятках.

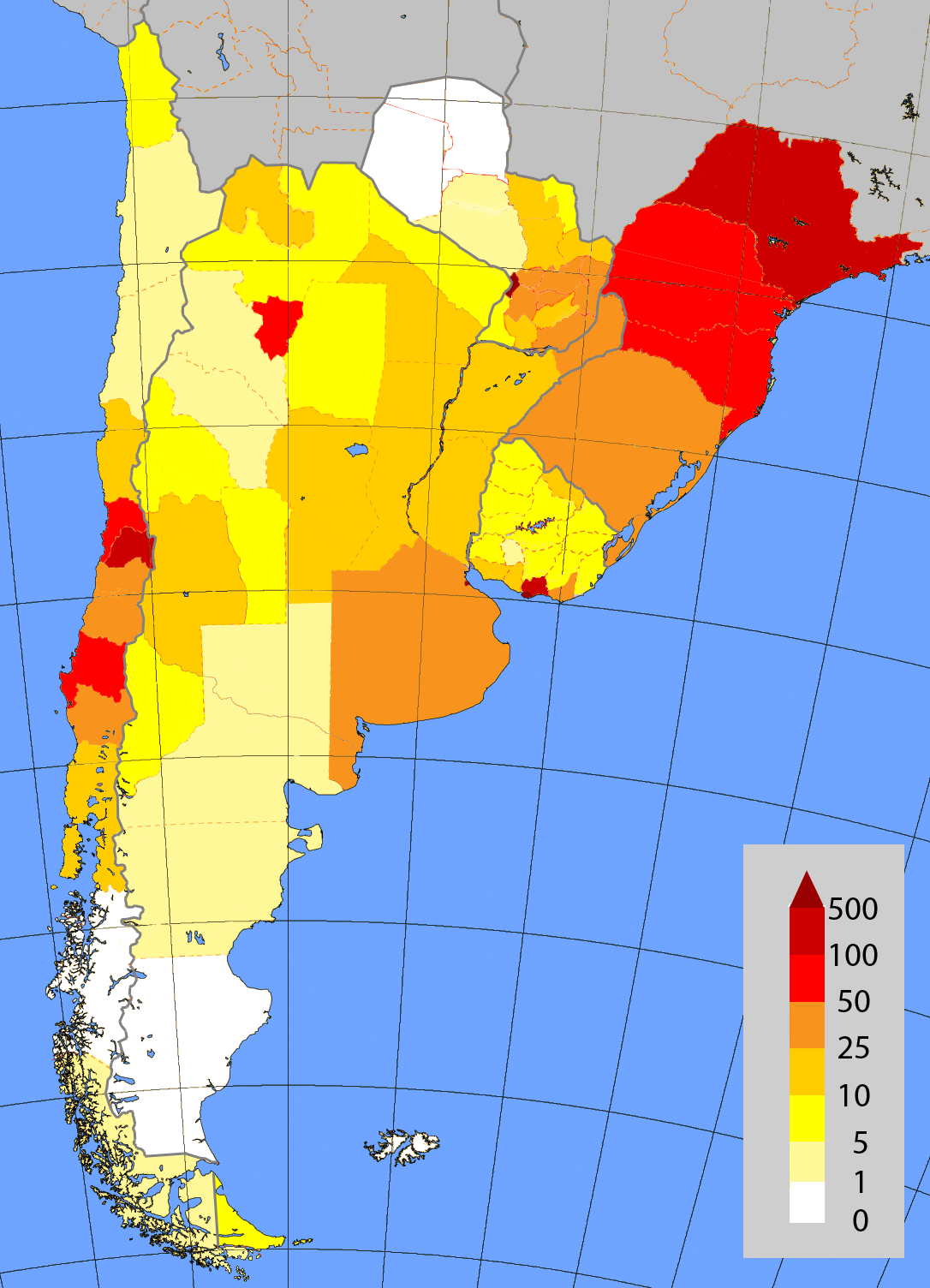
Щільність населення Південного конуса по державних адміністративним одиницям першого рівня.

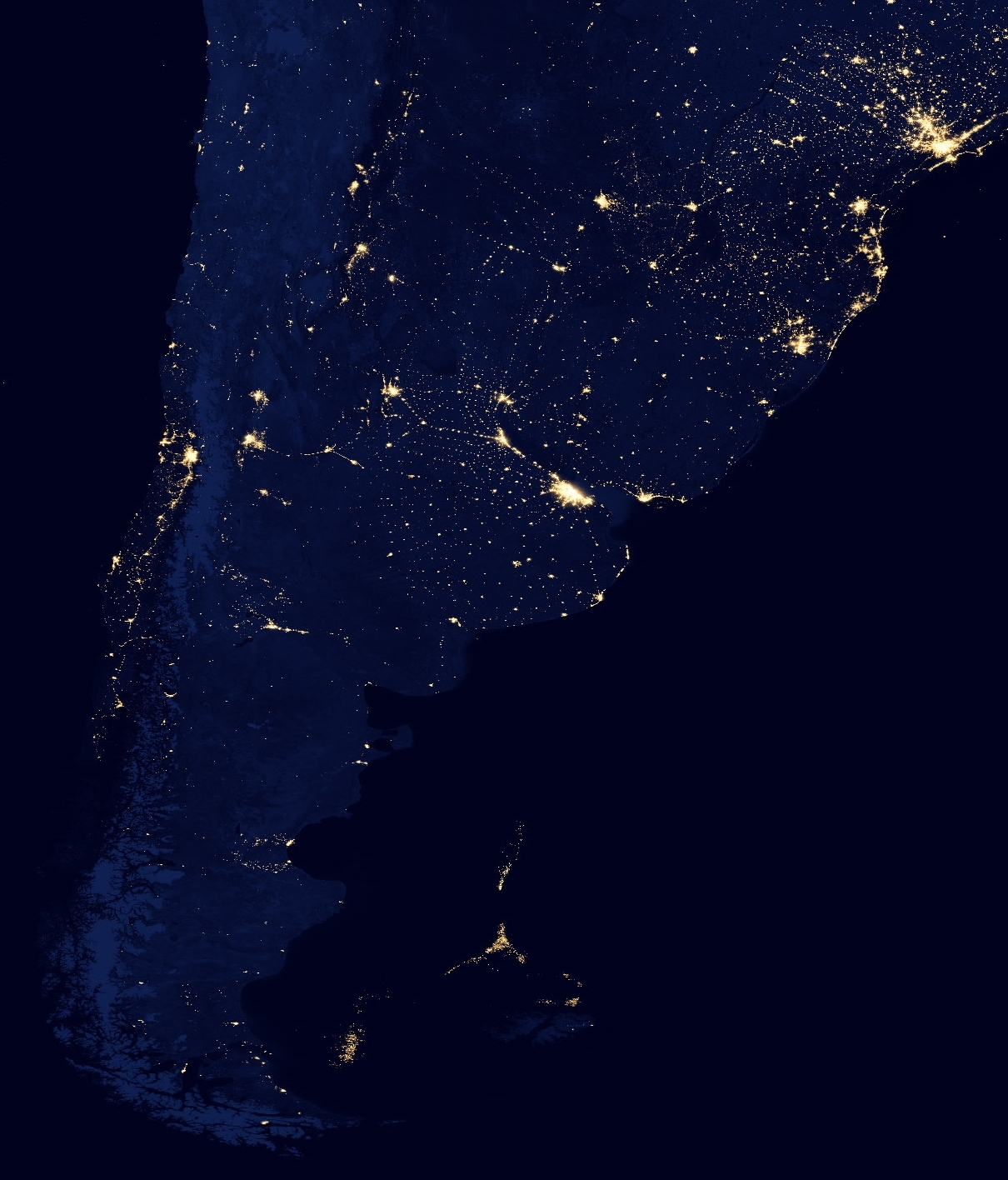
Південний конус вночі

Південний конус (ісп. Cono Sur, порт. Cone Sul) — південна частина Південної Америки, формою нагадує перевернутий конус, розташована під тропіком Козерога. Включає в себе Аргентину, Чилі, Уругвай, іноді Парагвай і південь Бразилії (штати Ріу-Гранді-ду-Сул, Санта-Катаріна, Парана і Сан-Паулу). Іноді в нього додають Болівію .
Південний конус обмежений з півночі Болівією, Перу і південними штатами Бразилії, із заходу Тихим океаном, зі сходу Атлантичним океаном.
Найзначніші географічні об'єкти регіону — Анди, рівнини Пампа і Гран-Чако, Патагонське плато, південна частина бразильських брилових масивів.
Основні річки — Ріо-де-ла-Плата, Парана, Парагвай, Уругвай, Бермехо, Ріо-Саладо, Пілкомайо, Ріо-Неґро і Чубут.
Клімат змінюється з півдня на північ від субантарктичного до тропічного.

## Населення
Населення, що відносяться до Південного конуса країн: Аргентина (42,2 млн), Чилі (17,1 млн) і Уругвай (3,3 млн). Великі міста: Буенос-Айрес (13,1 млн), Сантьяго (6,4 млн).
Населення має переважно європейське походження (80-90 %). Основні мови — іспанська (Чилі, Аргентина, Уругвай, Парагвай), португальська (Бразилія), гуарані (Парагвай, Аргентина),  арауканська (Чилі, Аргентина) і кечуа (Аргентина).